# عکاسی پانوراما
عکاسی پانوراما (به انگلیسی: Panoramic photography) نوعی تکنیک عکاسی است که با استفاده از تجهیزات تخصصی یا نرم‌افزارها، قطاری از تصاویر با پس‌زمینه طویل را نمایش می‌دهد. همچنین این اصطلاح به عکس‌هایی که نسبت به ابعادشان برش‌های گسترده خورده‌اند نیز گفته می‌شود.

یک تصویر سراسرنما از پل بندرگاه سیدنی

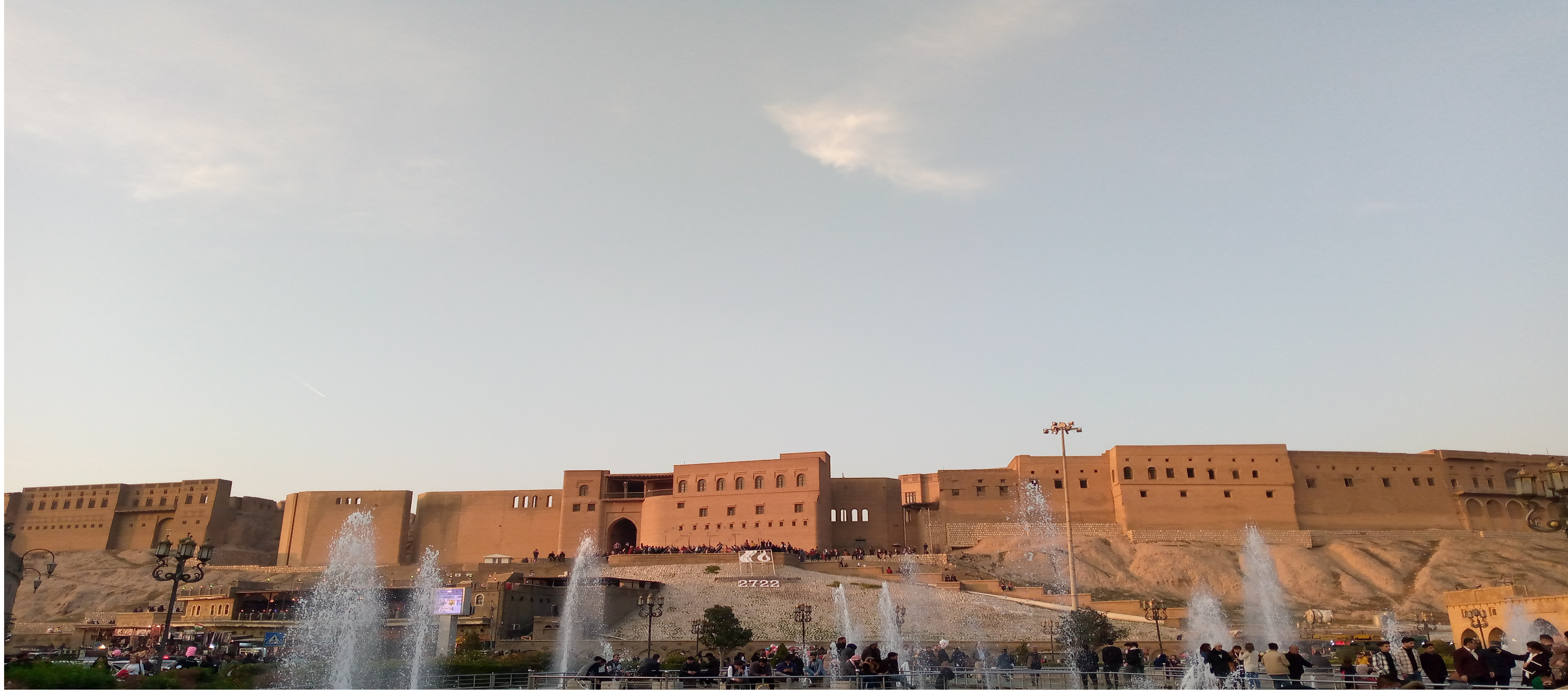
قلعه اربیل در منطقه کردستان عراق